# Caius Sallustius Crispus Passienus
Caius Sallustius Crispus Passienus est un homme politique romain du Ier siècle. C'est le petit-fils adoptif et l'arrière-petit-neveu de l'historien Salluste.

## Famille
Il est le fils de Caius Sallustius Passienus Crispus, et le petit-fils de Lucius Passienus Rufus, consul en 4 av. J.-C. Son père, décédé à la fin de l'an 20, a été adopté par son grand oncle Salluste.
Il épouse vers 10 une Iunia Calvina donc il a au moins une fille, Sallustia Calvina, et peut-être un fils, un Caius Sallustius lui-même père de Caius Ummidius Quadratus Sallustius, consul suffect en 78.
Il épouse vers 22/23 Domitia l'Aînée donc il a peut-être une fille, Sallustia, elle-même mère de Iunius Blaesus. Il divorce de Domitia avant 41.
En février / mars 41, il épouse Agrippine la Jeune la mère de Néron récemment veuve.

## Biographie
En 27, il est consul suffect avec pour collègue Publius Cornelius Lentulus.
En 42/43, il est proconsul d'Asie, il atteint ainsi l'une des plus hautes charges d'un sénateur.
En 44, il est consul ordinaire avec pour collègue Titus Statilius Taurus.
En 47 il meurt et des rumeurs accusent Agrippine de l'avoir empoisonné.
Sa fortune atteignit 200 millions de sesterce.